# Eurypsyche
Eurypsyche is een geslacht van vlinders van de familie uilen (Noctuidae), uit de onderfamilie Hadeninae.

## Soorten
- E. lewinii Butler, 1886
- E. microsticta Turner, 1909